# Marston Montgomery
Marston Montgomery è un villaggio e parrocchia civile dell'Inghilterra, appartenente alla contea del Derbyshire.